# Містечко (село)
Місте́чко —  село в Україні, у Житомирському районі Житомирської області. Входить до складу Брусилівської селищної громади. Населення становить 207 осіб.

## Географія
Селом протікає річка Небелиця і впадає у Здвиж.

## Населення

### Мова
Розподіл населення за рідною мовою за даними перепису 2001 року:
| Мова       | Кількість | Відсоток |
| ---------- | --------- | -------- |
| українська | 204       | 98.55%   |
| російська  | 3         | 1.45%    |
| Усього     | 207       | 100%     |

## Історія
Перша згадка датована 1788 роком.